# Elie Onana
Elie Onana   (Okola, 13 d'octubre de 1951 - Yaoundé, 2 d'abril de 2018) fou un futbolista camerunès de la dècada de 1970.
Fou internacional amb la selecció de futbol del Camerun amb la qual participà en la Copa del Món de futbol de 1982.
Pel que fa a clubs, destacà a:
- 1968–1973 Santos Okola
- 1974–1976 Bafia Club
- 1977–1982 Federal Foumban
- 1983–1988 Canon Yaoundé
- 1988–1988 Santos Yaoundé